# Saúca
Saúca es un municipio y localidad española de la provincia de Guadalajara, en la comunidad autónoma de Castilla-La Mancha. El término municipal, que incluye los núcleos de Jodra del Pinar y Saúca, tiene una población de 48 habitantes (INE 2024).

## Símbolos
El escudo heráldico que representa al municipio fue aprobado oficialmente el 21 de junio de 2012 con el siguiente blasón:

Escudo: De verde, un grifo y un león, ambos de oro, afrontados. Se timbra con la corona real de España.
Diario Oficial de Castilla-La Mancha nº 143 de 23 de julio de 2012

## Medio físico
Ubicación
La localidad está situada a una altitud de 1100 m sobre el nivel del mar. Limita con los municipios de Sigüenza, Estriégana, Alcolea del Pinar y Torremocha del Campo.
Clima
De acuerdo a los datos de la siguiente la tabla y a los criterios de la clasificación climática de Köppen modificada el clima de Saúca es mediterráneo de tipo Csa.
| Parámetros climáticos promedio de Saúca en el periodo 1969-1983                       | Parámetros climáticos promedio de Saúca en el periodo 1969-1983 | Parámetros climáticos promedio de Saúca en el periodo 1969-1983 | Parámetros climáticos promedio de Saúca en el periodo 1969-1983 | Parámetros climáticos promedio de Saúca en el periodo 1969-1983 | Parámetros climáticos promedio de Saúca en el periodo 1969-1983 | Parámetros climáticos promedio de Saúca en el periodo 1969-1983 | Parámetros climáticos promedio de Saúca en el periodo 1969-1983 | Parámetros climáticos promedio de Saúca en el periodo 1969-1983 | Parámetros climáticos promedio de Saúca en el periodo 1969-1983 | Parámetros climáticos promedio de Saúca en el periodo 1969-1983 | Parámetros climáticos promedio de Saúca en el periodo 1969-1983 | Parámetros climáticos promedio de Saúca en el periodo 1969-1983 | Parámetros climáticos promedio de Saúca en el periodo 1969-1983 |
| Mes                                                                                   | Ene.                                                            | Feb.                                                            | Mar.                                                            | Abr.                                                            | May.                                                            | Jun.                                                            | Jul.                                                            | Ago.                                                            | Sep.                                                            | Oct.                                                            | Nov.                                                            | Dic.                                                            | Anual                                                           |
| ------------------------------------------------------------------------------------- | --------------------------------------------------------------- | --------------------------------------------------------------- | --------------------------------------------------------------- | --------------------------------------------------------------- | --------------------------------------------------------------- | --------------------------------------------------------------- | --------------------------------------------------------------- | --------------------------------------------------------------- | --------------------------------------------------------------- | --------------------------------------------------------------- | --------------------------------------------------------------- | --------------------------------------------------------------- | --------------------------------------------------------------- |
| Temp. media (°C)                                                                      | 2.5                                                             | 3.3                                                             | 5.1                                                             | 8.3                                                             | 12.5                                                            | 17.6                                                            | 22.1                                                            | 21.3                                                            | 16.9                                                            | 10.8                                                            | 5.8                                                             | 2.7                                                             | 10.7                                                            |
| Precipitación total (mm)                                                              | 51.2                                                            | 35.6                                                            | 37.5                                                            | 47.1                                                            | 63.0                                                            | 53.0                                                            | 15.7                                                            | 22.0                                                            | 41.0                                                            | 35.6                                                            | 44.4                                                            | 41.1                                                            | 487.2                                                           |
| Fuente: Ministerio de Agricultura, Alimentación y Medio Ambiente 9 de octubre de 2012 |                                                                 |                                                                 |                                                                 |                                                                 |                                                                 |                                                                 |                                                                 |                                                                 |                                                                 |                                                                 |                                                                 |                                                                 |                                                                 |

## Historia
A mediados del siglo XIX, el lugar contaba con una población censada de 129 habitantes. La localidad aparece descrita en el decimotercer volumen del Diccionario geográfico-estadístico-histórico de España y sus posesiones de Ultramar de Pascual Madoz de la siguiente manera:

SAUCA: l. con ayunt. en la prov. de Guadalajara (13 leg.), part. jud. y dióc. de Sigüenza (2), aud. terr. de Madrid (23), c. g. de Castilla la Nueva. sit. al pie de un cerro en la carretera de Madrid á Zaragoza; le baten mas principalmente los vientos N. y S.; su clima es frio, y las enfermedades mas comunes fiebres intermitentes. Tiene 40 casas; la consistorial; escuela de instruccion primaria frecuentada por 10 alumnos; una fuente de buenas aguas; una igl. parr. matriz de la de Jodrá del Pinar, servida por un cura y un sacristan. térm.: confina con los de Estriegana, Jodrá, Alcolea del Pinar, Villaverde, Tortonda, Pelegrina y la Torre; dentro de él se encuentran una ermita y 2 fuentes: el terreno bañado por un arroyo que se forma del sobrante de la fuente pública, sobre el cual hay 2 puentes de madera, es de inferior calidad: comprende un monte de mata baja, de encina y roble. caminos: los locales en mediano estado, y la indicada carretera de Madrid á Zaragoza. correo: se recibe y despacha en la estafeta de Alcolea por un propio. prod.: trigo, cebada, avena, yeros, lentejas, almortas, leñas de combustible y buenos pastos, con los que se mantiene ganado lanar, vacuno, asnal y de cerda; hay caza de liebres, conejos y perdices. ind.: la agrícola y un molino harinero. pobl.: 29 vec., 129 alm. cap. prod.: 866,000 rs. imp.: 43,300. contr.: 2,780.
(Madoz, 1849, p. 880)

## Demografía
Saúca cuenta con una población de 48 habitantes (INE 2024).
| Gráfica de evolución demográfica de Saúca entre 1842 y 2021 |
| |
| Población de derecho según los censos de población del INE Población de hecho según los censos de población del INEEntre el censo de 1857 y el anterior, crece el término del municipio porque incorpora a Estriegana y Jodra del Pinar Entre el censo de 1930 y el anterior, disminuye el término del municipio porque independiza a Estriegana |

## Patrimonio

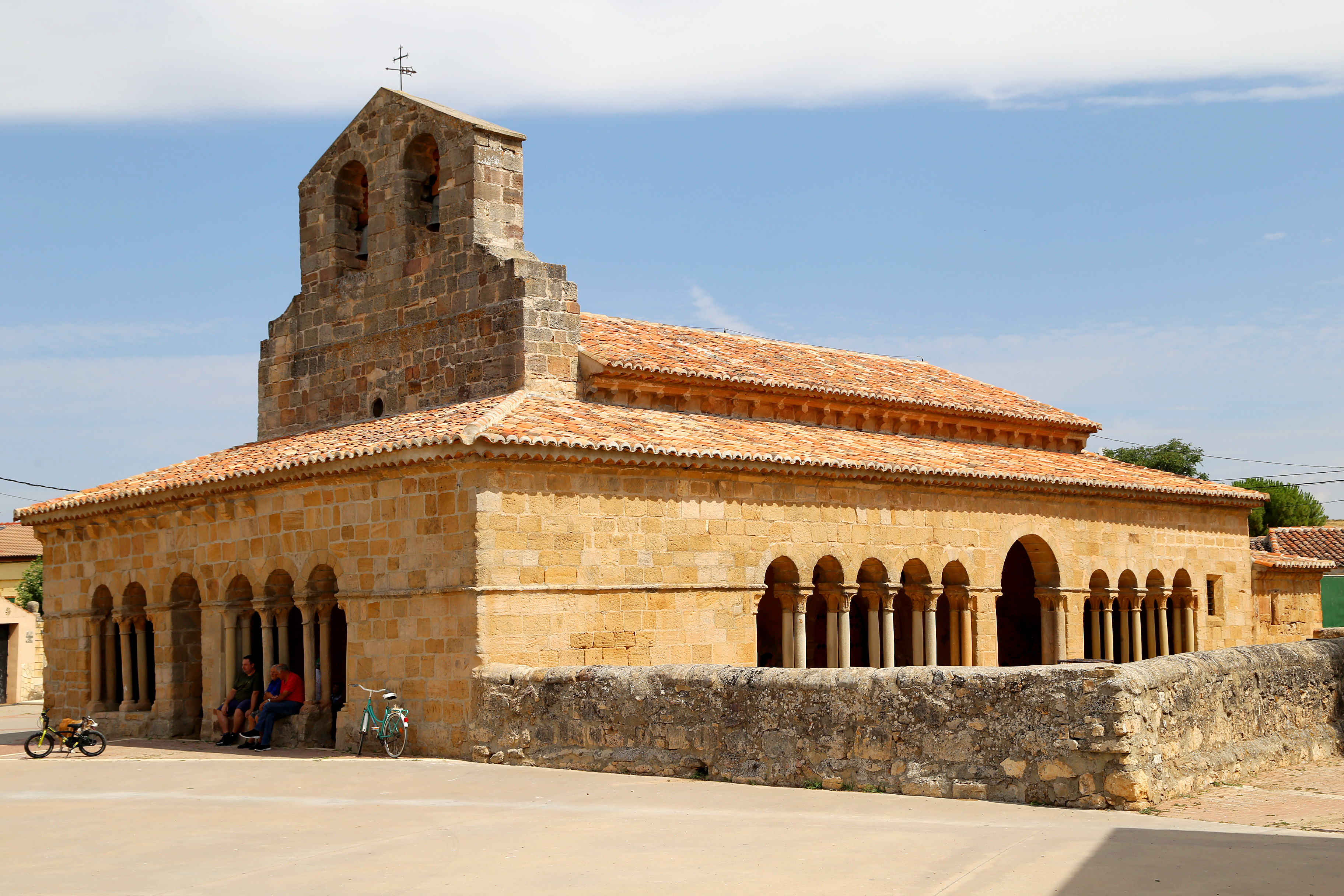
Iglesia parroquial de Saúca

- Iglesia parroquial de Saúca. Declarada bien de interés cultural el 16 de junio de 1966.[11] Es una iglesia de gran tamaño y valor dentro del románico de Guadalajara. Fue construida en la primera mitad del siglo XIII, posiblemente auspiciada por el Obispado de Sigüenza. Posee una sola nave rematada en cabecera de planta rectangular, probablemente reedificada en el siglo XVI, con puerta y galería porticada románicas. La nave dispone de canecillos de proa de nave que sostienen el alero. Lo más valorado de este templo es su hermosa y completa galería, bien restaurada hace unos años. En el costado meridional se abre un vano de arco semicircular que tiene la función de ingreso. A su izquierda se disponen cinco arcos de medio punto y en su lado derecho otros cuatro. Todos ellos se decoran en la parte interior del muro con chambrana lisa y voltean sobre dobles columnas con fustes separados con bellos capiteles de gusto seguntino y cisterciense formado por hojas de acanto, palmetas, etc. También los hay con escenas simbólicas y catequéticas. En uno de los capiteles se talló la escena de la Anunciación con las figuras de la Virgen y el Arcángel San Gabriel en postura frontal. En el capitel contiguo, un león y un grifo rampantes se enfrentan en simbolización del combate contra el mal o quizás como protectores del templo. Otro capitel muestra dos personajes con ropas talares. En el costado occidental de la galería se abre otro ingreso sin columnas rodeado de dos y tres arcos a su lado izquierdo y derecho respectivamente, apoyados sobre columnas con capiteles vegetales. En este costado, al contrario de lo que ocurre en el meridional, existen canecillos soportando el alero. La portada se abre en el muro meridional de la nave y es extremadamente sencilla. Muestra dos arquivoltas semicirculares, una plana y otra de bocel, sobre las impostas y las jambas. En el interior se conserva una pila bautismal románica decorada con arquerías sobre columnas. La iglesia parroquial, obra arquitectónica ejemplar del estilo románico rural, levantada a finales del siglo XII, poco después de la definitiva repoblación de la zona. Consta de un amazacotado edificio con gran espadaña sobre el muro de poniente, con un par de grandes vanos para las campanas y un remate de airoso campanil, todo en rojizo sillar construido, a esta espadaña se le añadió posteriormente un cuerpo para ser utilizado de palomar y hacer las funciones de torre de iglesia. El ábside poligonal no ofrece interés. El alero del templo está sostenido por múltiples canecillos y modillones tallados. El interior, de una sola nave, modificado en siglos posteriores, no ofrece nada de interés, excepto la primitiva pila bautismal, también románica del siglo XII.